# Langen Foundation

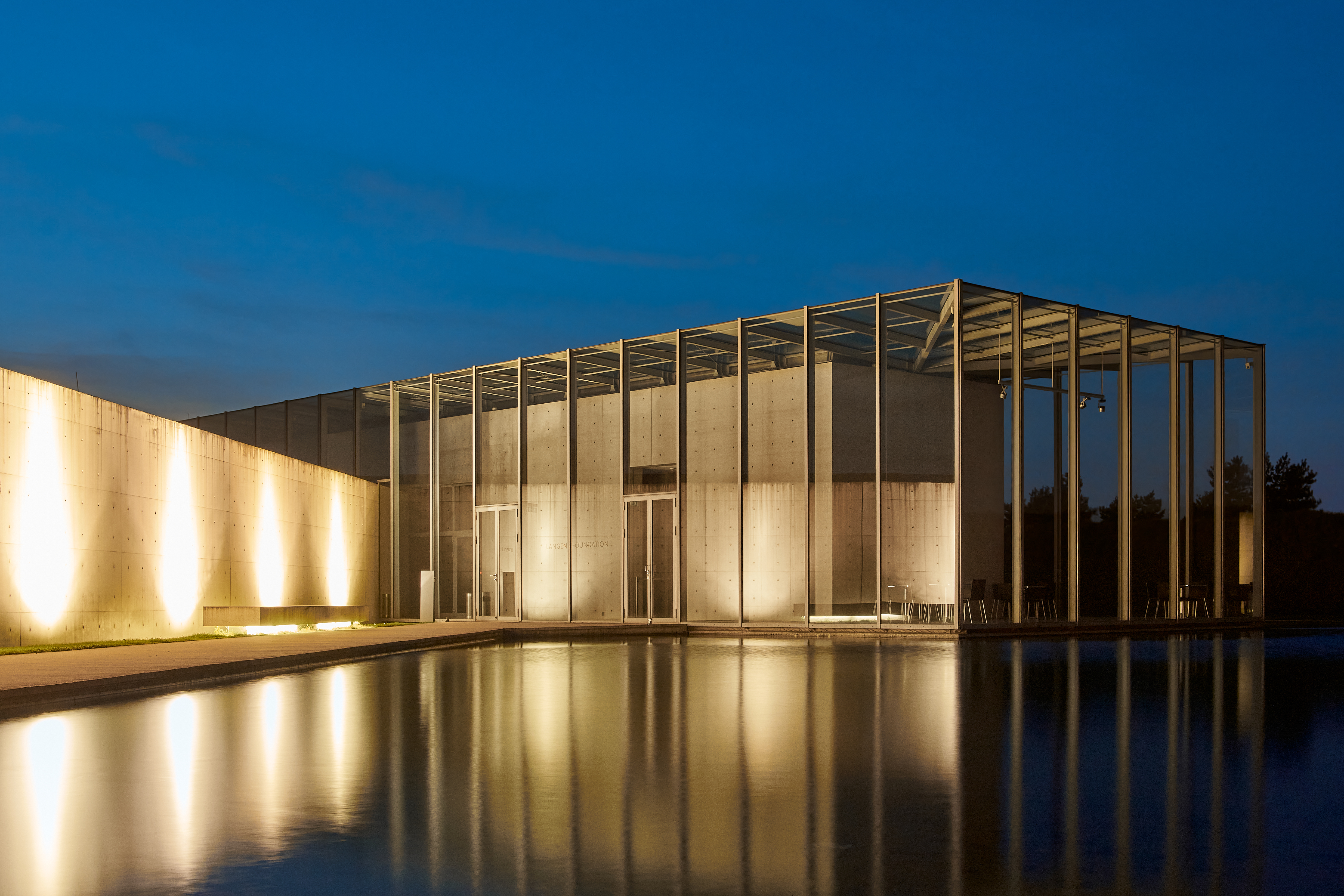
Ausstellungsgebäude der Langen Foundation, im Oktober 2014

Die Langen Foundation ist eine 2002 gegründete private Kunststiftung. Sie widmet sich der Kunstsammlung von Marianne und Viktor Langen. Die Stiftung unterhält ein von dem japanischen Architekten Tadao Ando entworfenes Ausstellungsgebäude auf dem Gelände der ehemaligen NATO-Raketenstation bei Neuss. Neben wechselnden Präsentationen aus den Sammlungsbeständen werden hier Ausstellungen zeitgenössischer Kunst gezeigt.

## Geschichte
Viktor Langen (1910–1990), Düsseldorfer Unternehmer und Präsident der IHK, Enkel von Eugen Langen, und Marianne Langen, geborene Heimann (1911–2004), Enkelin des Farina-Erben Johann Maria Heimann, gehören zu den namhaften Sammlern und Stiftern von Kunst im Rheinland. Das Ehepaar begann bald nach dem Ende des Zweiten Weltkriegs Kunst zu sammeln. Sie nutzten das anregende kulturelle Umfeld des Rheinlands, reisten aber auch in die USA, wo sie Museen und Privatsammlungen besuchten, informierten sich in Paris über aktuelle Tendenzen oder erwarben in Basel Werke der Klassischen Moderne. Parallel dazu galt ihr Interesse immer auch der Kunst des Fremden, Andersartigen, so trug das rheinische Sammlerehepaar im Laufe der Jahre eine der bedeutendsten Sammlungen japanischer Kunst in Europa zusammen.

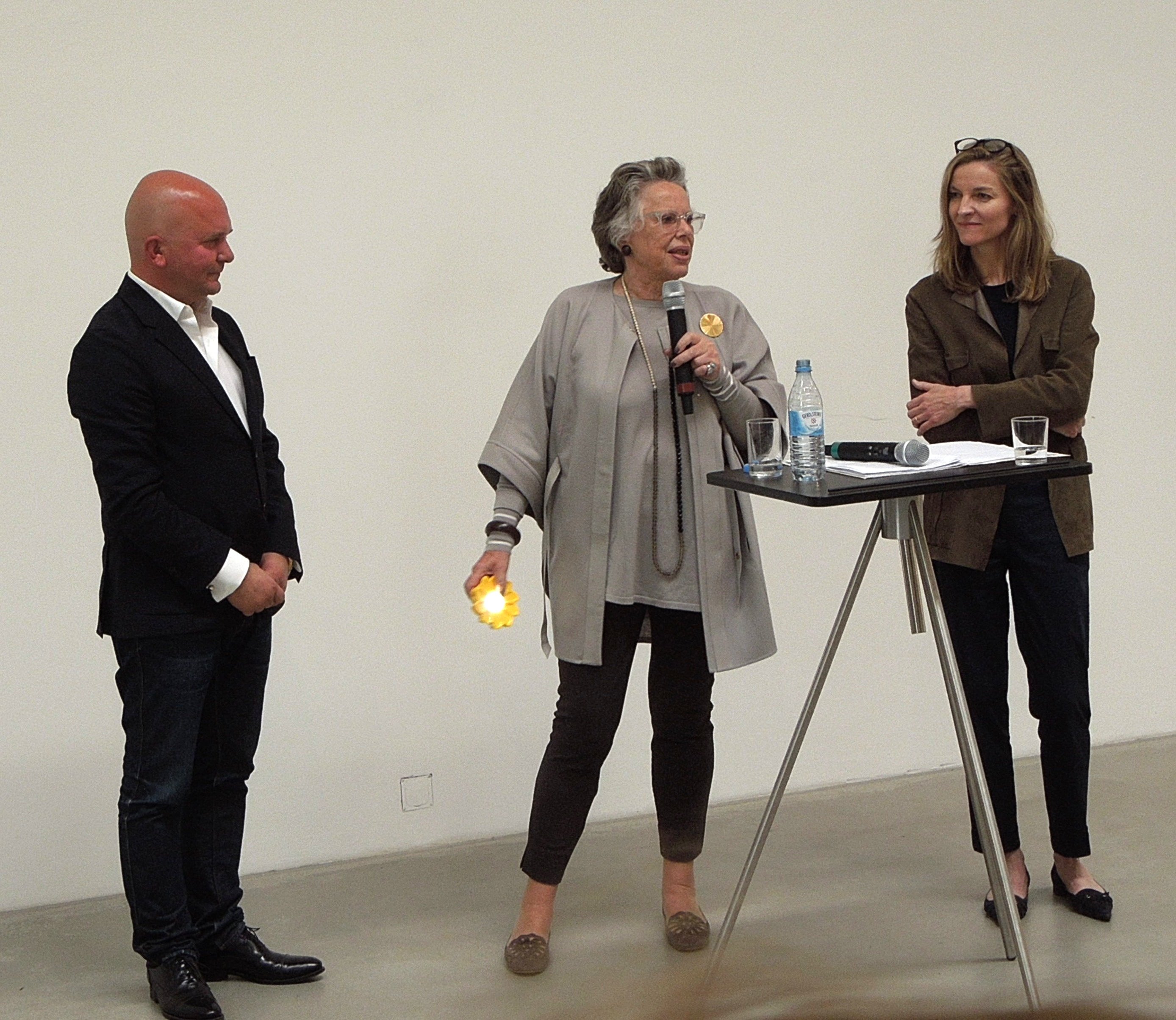
Christian Boros, Kunstsammler; Sabine Langen-Crasemann, Vorstand sowie Christiane Maria Schneider, künstlerische Leiterin der Langen Foundation bei der Eröffnung einer Ausstellung von Ólafur Elíasson am 18. April 2015

Viktor und Marianne Langen haben mit ihrer Kunst gelebt. Ihre Wohnhäuser in Meerbusch und Ascona waren voller Bilder und Skulpturen, die periodisch ausgetauscht wurden. 1979 richteten sie in Ascona ein Privatmuseum ein, in dem sie ihre Kollektion japanischer Rollbilder unterbrachten. 2002 rief Marianne Langen die Stiftung Langen Foundation ins Leben, um ihre Sammlung der Öffentlichkeit zugänglich zu machen. Seit 2004 befindet sich die Sammlung Langen im eigens errichteten Kunst- und Ausstellungshaus der Langen Foundation auf dem Gelände der ehemaligen NATO-Raketenstation bei Neuss. Das Ausstellungsgebäude liegt in fußläufiger Nähe der Museumsinsel Hombroich, agiert jedoch organisatorisch und programmatisch unabhängig von dieser und der Stiftung Insel Hombroich. Seit 2010 ist Christiane Maria Schneider künstlerische Leiterin der Langen Foundation, Karla Zerressen, die Tochter von Sabine Langen-Crasemann (Vorstand), ist Geschäftsführerin der „Langen Foundation Veranstaltung“. Im Mai 2014 verkauften die Erben von Viktor und Marianne Langen etliche Werke, die in der Stiftung als Leihgaben ausgestellt wurden. Der FAZ-Kunstkritiker Andreas Rossmann sah in dem Verkauf die Gefahr, dass „der Sammlung nur zweit- und drittrangige Stücke übrigbleiben“, und unterstellte den Erben, dass die Stiftung auf diese Weise zum Steuersparmodell degradiert werde.

## Architektur
Der neue Gebäudekomplex wurde von dem japanischen Architekten Tadao Ando entworfen und im September 2004 eröffnet. Charakteristisch für viele Bauten des Pritzker-Preisträgers ist die sichtbare Struktur der Schaltafeln an den Wänden aus geglättetem Beton. Tadao Andos ausgeprägte Vorliebe für Beton und sein Gespür für das Spezifische des Ortes bestimmen auch seinen Entwurf für die Langen Foundation: Das aus Beton, Glas und Stahl errichtete Gebäude verbirgt sich, von der Ferne kaum sichtbar, hinter begrünten Erdwällen und gräbt sich zum Teil tief in den Boden ein.
Das Ausstellungshaus setzt sich aus zwei architektonisch unterschiedlichen und miteinander verbundenen Gebäudetrakten zusammen und verfügt über eine Ausstellungsfläche von insgesamt 1.300 Quadratmetern. Im ebenerdigen Betonriegel befindet sich der sogenannte Japanraum – eine ungewöhnlich lange und schmale Galerie, die Tadao Ando als „Raum der Stille“ speziell für den japanischen Teil der Sammlung Langen konzipiert hat. Für den modernen Teil der Sammlung sind zwei in die Erde gesenkte, acht Meter hohe Ausstellungsräume vorgesehen. Bei Wechselausstellungen werden alle Räume unterschiedlich genutzt. Der Bau wurde von der Stifterin Marianne Langen ohne jegliche Fördermittel realisiert, für sie war es „das größte Kunstwerk, das ich je erstanden habe“.

## Bilder

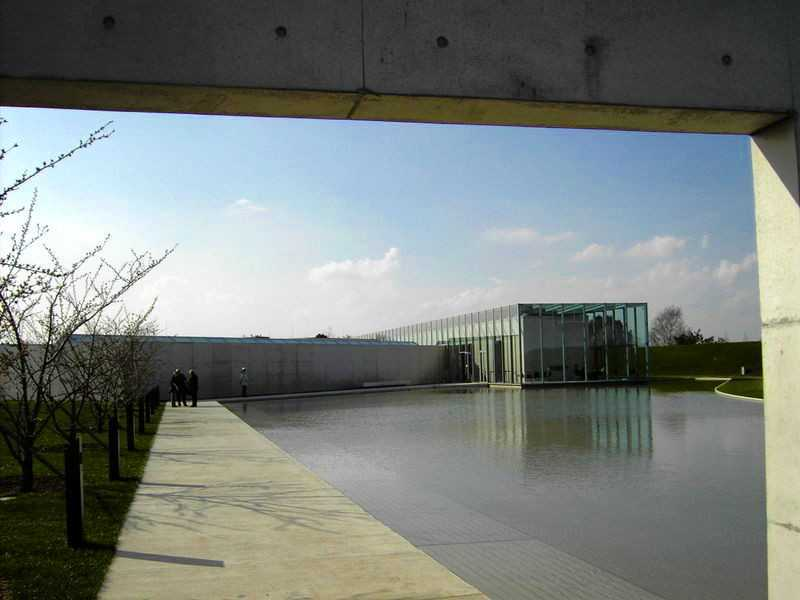
Blick durch die Eingangsmauer
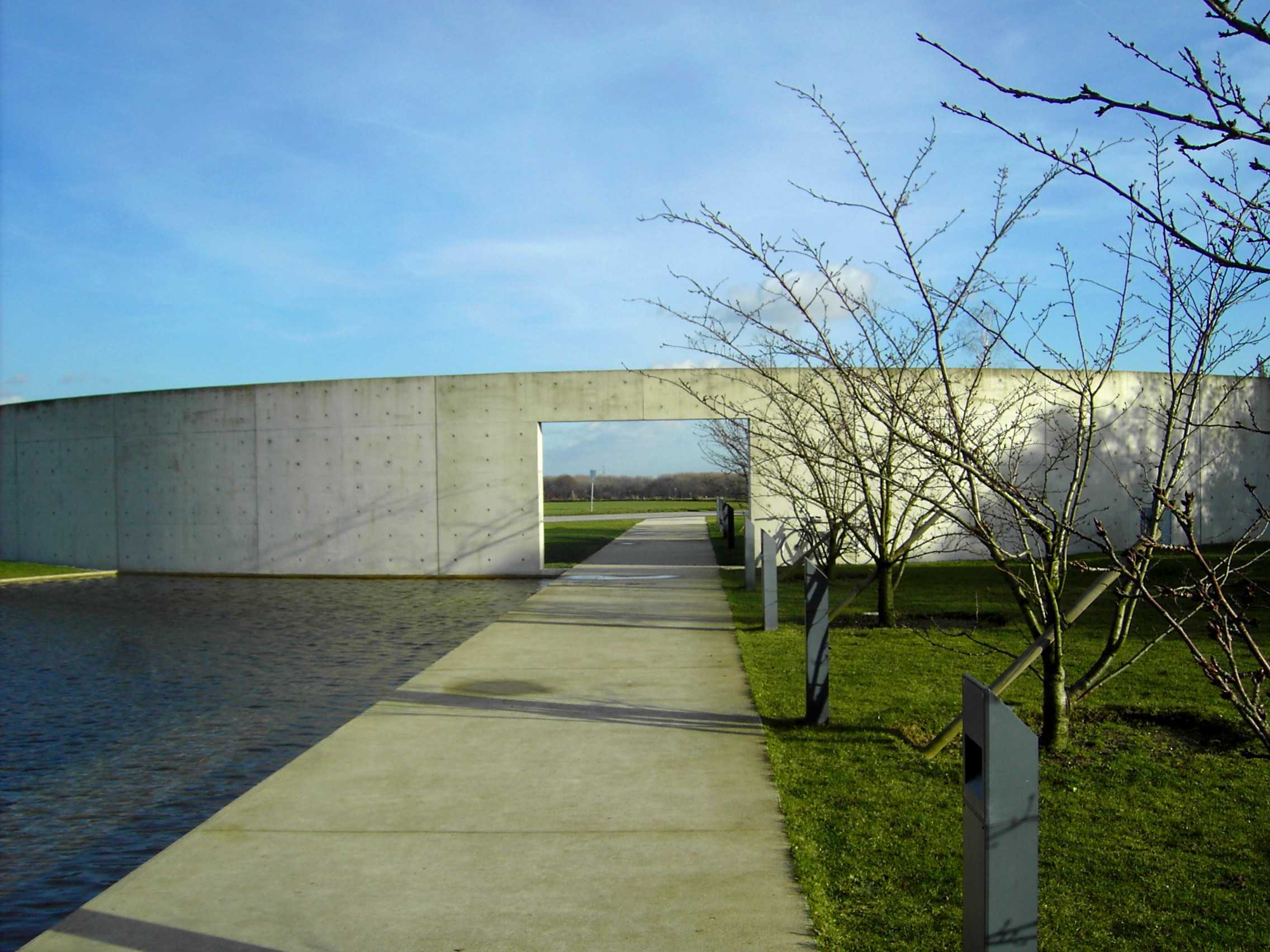
Eingangsmauer
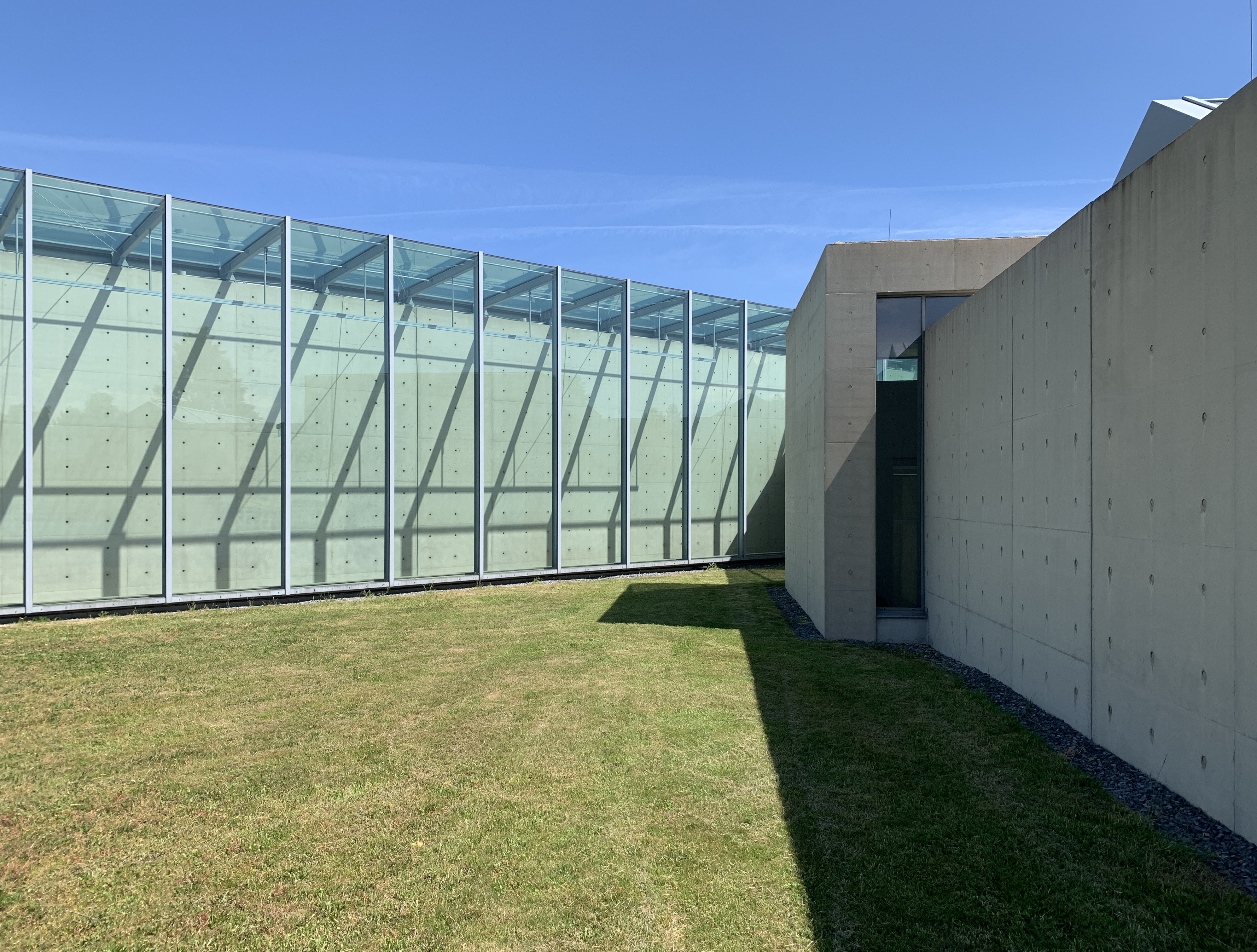
Blick von Südwesten
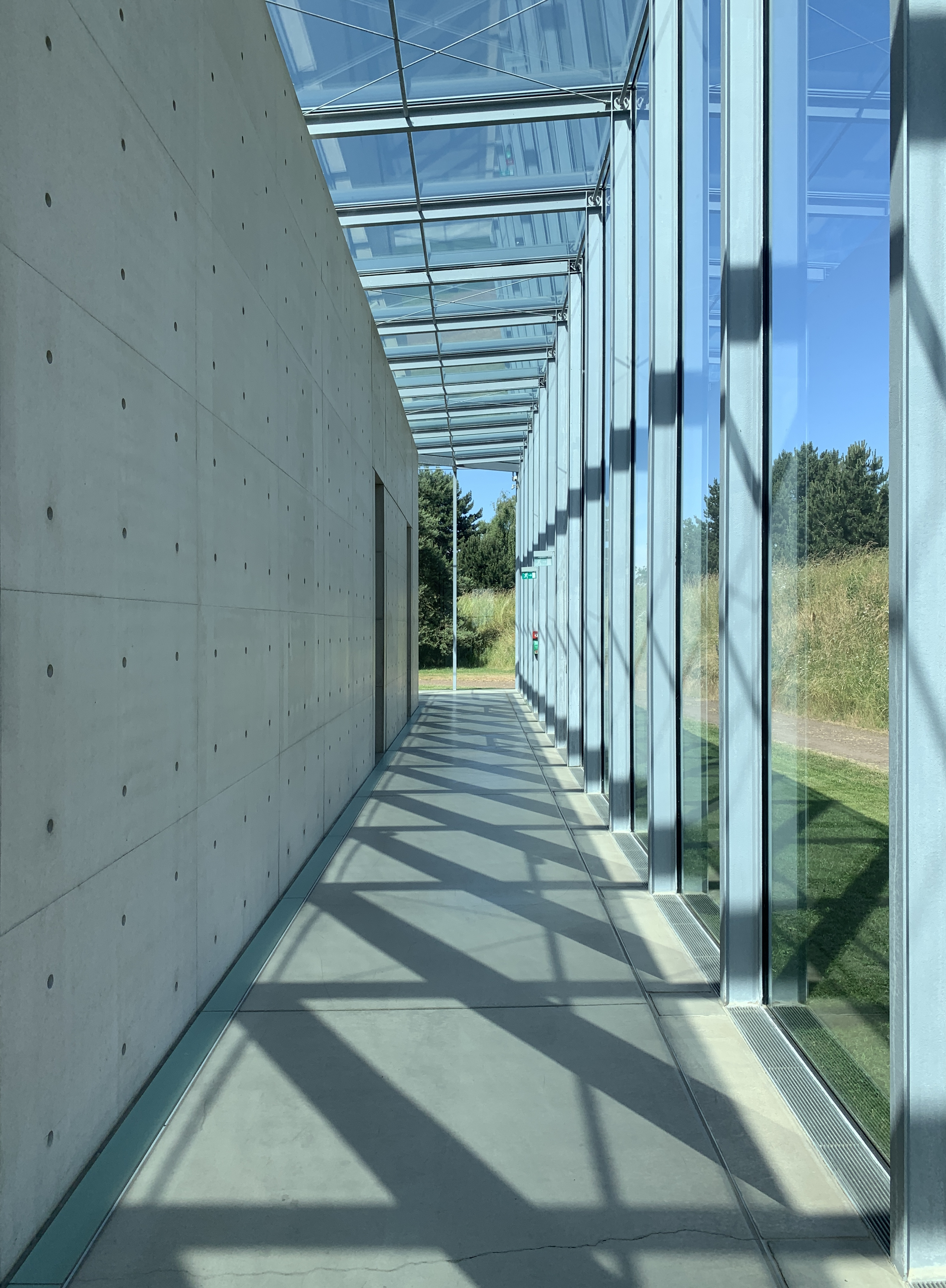
Umgang
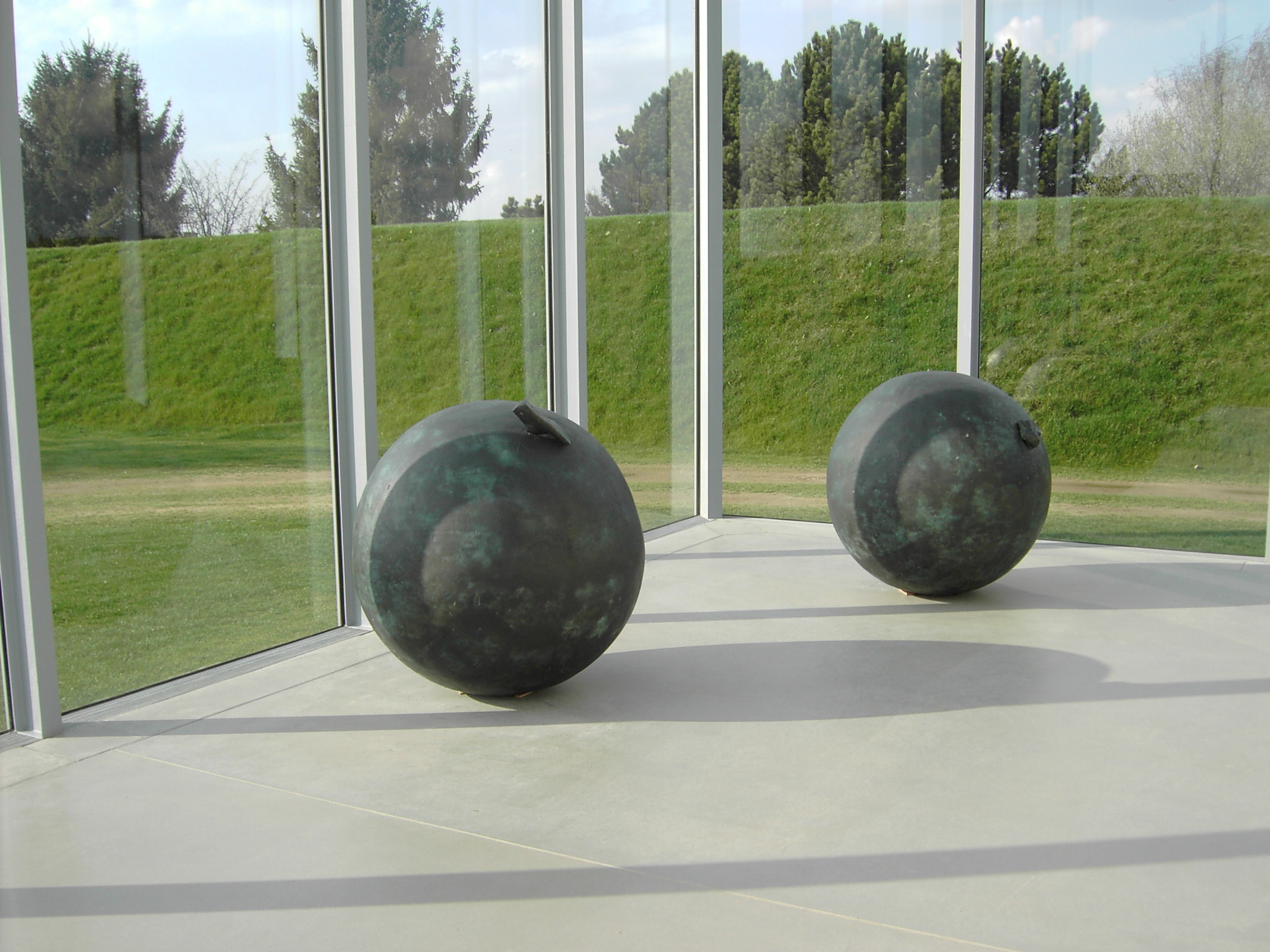
Innenansicht aus dem Glasquader

## Sammlung

### Malerei des 20. Jahrhunderts
Die Sammlung „Malerei des 20. Jahrhunderts“ umfasst etwa 300 Werke von Künstlern des vergangenen Jahrhunderts. Mit den Schwerpunkten Klassische Moderne und abstrakte Kunst der Nachkriegszeit deckt sie weite Felder der Kunstgeschichte des 20. Jahrhunderts ab.
Aus dem Bereich der Klassischen Moderne umfasste die Sammlung der Langen Foundation ursprünglich u. a. Werke von Georges Braque, Paul Cézanne, Salvador Dalí, Robert Delaunay, Max Ernst, Paul Klee, László Moholy-Nagy, Piet Mondrian, Pablo Picasso und Kurt Schwitters. Neben den Künstlern des Blauen Reiters – Wassily Kandinsky, August Macke und Franz Marc – bildet die Russische Avantgarde mit El Lissitzky, Ljubow Popowa, Alexander Rodtschenko und Warwara Stepanowa einen weiteren Schwerpunkt der Sammlung. Zur Sammlung gehören auch zahlreiche Werke der École de Paris, darunter Arbeiten von Jean René Bazaine, Alfred Manessier, Gustave Singier, Pierre Soulages und Nicolas de Stael. Darüber hinaus haben Viktor und Marianne Langen das umfangreichste Konvolut von Werken Jean Dubuffets in Europa zusammengetragen. 2014 wurden mehrere bedeutende Werke verkauft, darunter Compositon: Nu sur la plage, Nature morte au filet de pêche und Portrait de femme (Dora Maar) von Pablo Picasso, Constructeurs, échelle et roue und Les fruits von Fernand Léger, Pointes noires und Strandszene von Wassily Kandinsky, Le modèle von Georges Braque sowie Moment de transition von Salvador Dalí. Die Versteigerung der Werke im Auktionshaus Christie’s ergab einen Gesamtbetrag von mehr als 79 Millionen US-Dollar.

### Japanische Kunst
Mit rund 500 Werken gibt die Japansammlung einen repräsentativen Überblick über die japanische Kunst des 12. bis 20. Jahrhunderts. Die Sammlung umfasst nicht nur religiöse Kunst, sondern auch Keramiken der vorgeschichtlichen Jōmon-Zeit und buddhistische Statuen der Nara- und Heian-Periode. Das breite Spektrum des Bestandes an Malerei reicht von Beispielen höfischer Malerei der Kanō-Schule, über Werke renommierter Künstler wie Maruyama Ōkyo (1733–1795) bis zur Genremalerei des 19. Jahrhunderts.

### Außereuropäische Kunst
Zur Sammlung von Viktor und Marianne Langen gehören auch Objekte aus zahlreichen außereuropäischen Kulturen, darunter über 100 buddhistische Skulpturen aus Indien, Kambodscha und Thailand sowie über 130 Objekte präkolumbischer Kunst. Hinzu kommen kleinere Gruppen chinesischer, koreanischer, afrikanischer, ozeanischer, ägyptischer, alt-griechischer und alt-persischer Kunst.

## Ausstellungen
2004:
- Bilder der Stille. Die Tradition Japans und die westliche Moderne, 12. September 2004 – 19. Juni 2005

2005:
- Perfect Painting – 40 Jahre Galerie Hans Mayer. Werke aus öffentlichen und privaten Sammlungen, 10. Juli – 3. Oktober 2005
- Tierdarstellungen in der traditionellen japanischen Kunst. Werke aus der Sammlung Viktor und Marianne Langen, 16. Oktober 2005 – 22. Oktober 2006
- Zeichen setzen. Günther Uecker und Inoue Yūichi, 16. Oktober 2005 – 5. Februar 2006

2006:
- Graphische Arbeiten der Avantgarde 1918–1934 aus der Sammlung Merrill C. Berman, 12. Februar – 22. August 2006
- Alex Katz in europäischen Sammlungen, 3. September 2006 – 28. Januar 2007

2007:
- Bedürfnis Kunst. Einblicke in die Sammlung Viktor und Marianne Langen, 4. März – 17. Juni 2007
- Zwischenräume. Leiko Ikemura und Günther Förg. 24. Juni – 11. November 2007
- Das Gottesbild in Ostasien. 7. Oktober 2007 – Ende Dezember 2008

2008:
- Tradition und Moderne im Dialog, Sammlung Viktor und Marianne Langen. 18. Mai 2008 – 18. Januar 2009
- Karl Lagerfeld, Konkret abstrakt gesehen, 18. November 2007 – 12. Mai 2008

2009:
- Jean Dubuffet, Ein Leben im Laufschritt, 1. Februar – 24. Mai 2009
- Japans Gottheiten und ihre Darstellung, 14. März – 24. Mai 2009
- Ausgewählte Arbeiten aus der Sammlung Viktor und Marianne Langen, 30. Mai 2009 – 5. Januar 2010
- Frauke Eigen, Photographie, 30. Mai 2009 – 15. November 2009
- Skulpturen asiatischer Gottheiten, 22. November 2009 – 16. Mai 2010

2010:
- Xiaobai Su, Die Dynastie der Farben, 17. Januar 2010 – 24. Mai 2010
- An die Natur, 30. Mai 2010 – 5. September 2010
- Werke der japanischen Kunst, 11. September 2010 – 16. Januar 2011
- Jef Verheyen and Friends, 11. September 2010 – 16. Januar 2011

2011:
- Malerei der Klassischen Moderne aus der Sammlung Viktor und Marianne Langen, 13. Februar – 3. Juli 2011
- Systemanalyse – New Yorker Künstler. 13. Februar – 3. Juli 2011
- Japanische Naturdarstellungen aus der Sammlung Viktor und Marianne Langen, 22. Mai 2010 – 8. Mai 2011
- Japanische Stellschirme der Edo-Zeit, 15. Mai – 28. August 2011
- Takehito Koganezawa, Particle Tickle, 17. Juli – 6. November 2011
- Visual Stories – Japans Bilder erzählen: Bildrollen – Manga – Anime, 17. Juli – 6. November 2011
- Malerei der Klassischen Moderne aus der Sammlung Viktor und Marianne Langen, 4. September – 6. November 2011

2012:
- Jan Albers, parcOurs mOrtale, 15. April – 24. Juni 2012
- Sofia Hultén, Statik Elastik, 7. Juli – 28. Oktober 2012
- Hommage an Marianne Langen. Werke aus der Sammlung, 20. November 2011 – 17. Februar 2013
- Das Leben japanischer Bilder. Werke aus der Sammlung Viktor und Marianne Langen, 9. November 2012 – 28. April 2013

2013:
- Pae White, In Love with Tomorrow, 10. März – 7. Juli 2013
- v. Chr. / B.C. Werke aus der Sammlung Viktor und Marianne Langen, 5. Mai – 18. August 2013
- Manfred Kuttner, Werkschau, 19. Juli – 6. Oktober 2013
- Jorinde Voigt, Ludwig van Beethoven Sonate 1-32, 1. September 2013 – 2. Februar 2014
- Hat der Surrealismus heute noch eine Bedeutung für Sie?, 10. November 2013 – 23. März 2014
- Bernard Réquichot (1929–1961), Papiercollagen und Malerei, 10. November 2013 – 23. März 2014

2014:

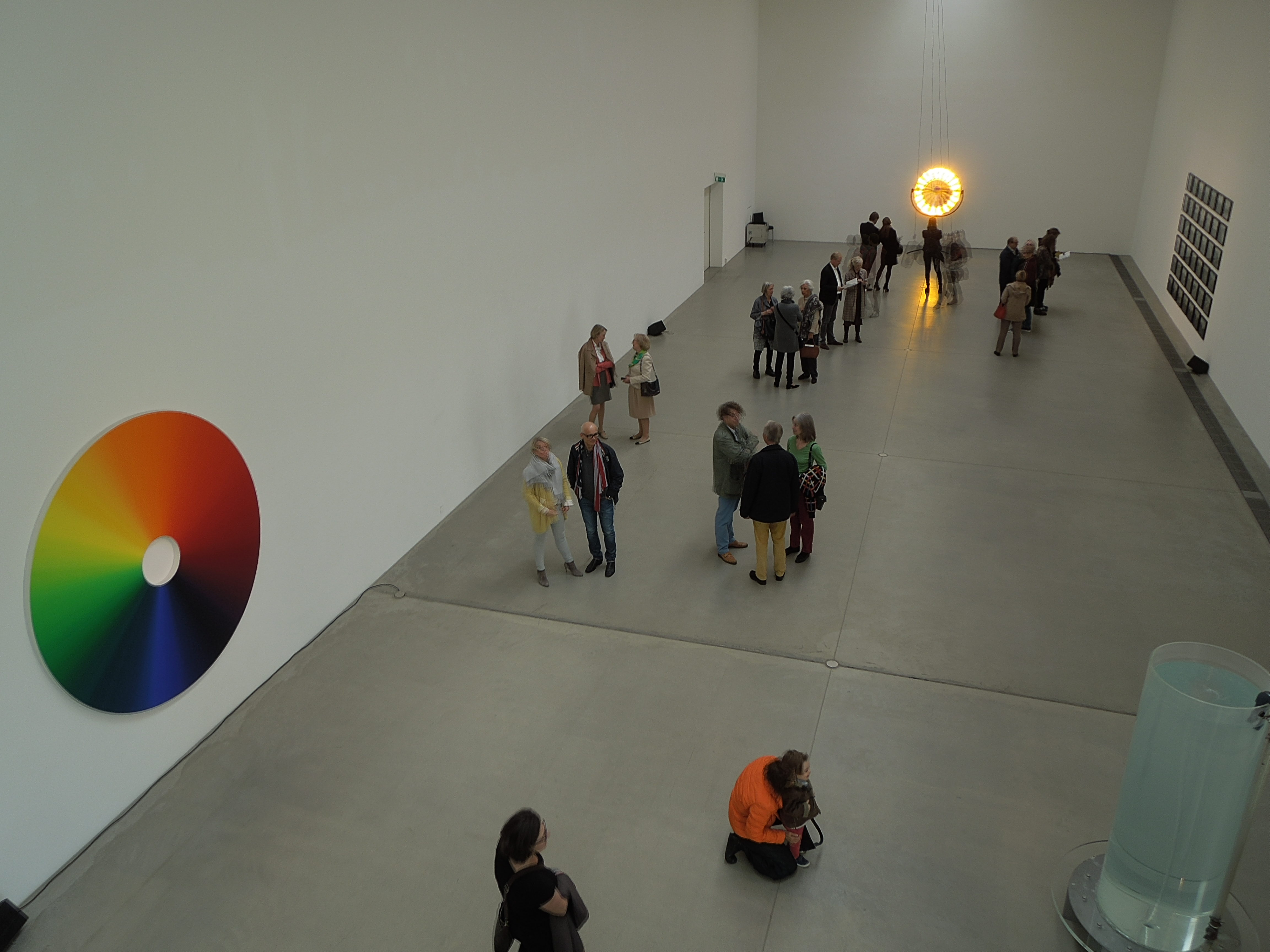
Die Langen Foundation zeigte 2015 Werke des Künstlers Ólafur Elíasson aus der Sammlung Boros.

- J. Parker Valentine, Topo, 14. Februar – 29. Juni 2014
- Otto Piene, Light and Air , 5. April – 7. September 2014; Sky Event am 9. August 2014
- Corin Sworn, Vibrant Matter, 28. September 2014 – 22. Februar 2015
- Japanische Kunst aus der Sammlung Langen, 28. September 2014 – 29. März 2015

2015:
- Ólafur Elíasson, Werke aus der Sammlung Boros 1994–2015, 18. April 2015 – 21. Februar 2016
- Carl Andre, 47 Roaring Forties, 3. Oktober 2015 – 21. Februar 2016

2016:
- Helen Feifel, Rainbows are Trending in Fashion, 10. April – 14. August 2016
- Richard Deacon, On The Other Side, 4. September 2016 – 5. März 2017

2017:
- FORT, Limbo, 8. September 2017 – 4. März 2018
- Japanische Malerei, Werke aus der Sammlung Viktor und Marianne Langen, 8. September 2017 – 4. März 2018

2018:
- POLYPHON, Künstlerische Positionen der Sammlung Viehof, 15. April – 19. August 2018
- How to See [What Isn`t There], Eine Gruppenausstellung mit Werken aus der Burger Collection Hong Kong, 9. September 2018 - 17. März 2019

2019:
- Anne Pöhlmann, Japanraum, 7. April – 5. September 2019
- Eine erlesene Welt, Japanische Kunst aus der Sammlung Viktor und Marianne Langen, 7. April – 5. September 2019
- Minjung Kim, Park Seo-Bo, 29. September 2019 – 29. März 2020

2020:
- Alicja Kwade, Kausalkonsequenz, 20. April – 20. September 2020

2021:
- Daniel Spoerri, Ein Museum der Unordnung, 7. September 2021 – 13. März 2022

2022:
- Sean Scully, Song of Colors, 3. April – 7. August 2022
- Julian Charrière, Controlled Burn, 4. September 2022 – 6. August 2023

## Publikationen
- Herbstwind in den Kiefern, hrsg. von Murase Miyeko, mit Beiträgen von Marianne Langen, Kawai Masamoto, Murase Miyeko und Ariga Yoshitaka, München / London / New York 1998, ISBN 3-7913-2011-4
- Bilder der Stille. Die Tradition Japans und die westliche Moderne, mit Beiträgen von Adele Schlombs und Siegfried Gohr, Neuss 2004
- Momentaufnahmen – ein Fotobuch über die Langen Foundation von Joachim Crasemann, Neuss 2004
- Zeichen Setzen – Günther Uecker und Inoue Yû-Ichi, mit Beiträgen von Heinz-Norbert Jocks und Peter-Cornell Richter, Neuss 2005
- Buddhisten, Jainas, Hindus. Auf der Suche nach dem Gottesbild, mit Beiträgen von Chrysanthi Kotrouzinis, Klaus Schneider und Ulrich Wiesner, Katalog Rautenstrauch-Joest-Museum, Köln 2005; Langen Foundation, Neuss 2007, Neuauflage 2008, ISBN 978-3-940661-00-5
- Graphische Arbeiten der Avantgarde 1918–1934 aus der Sammlung Merrill C. Berman, mit Beiträgen von Lutz Becker und Richard Hollis, Neuss 2006
- Alex Katz in europäischen Sammlungen, mit Beiträgen von Edward Lucie-Smith, hrsg. Langen Foundation und Scheringa Museum of Realist Art, Neuss/Spanbroek 2006
- Karl Lagerfeld – Konkret, Abstrakt, Gesehen, mit Beiträgen von Chrysanthi Kotrouzinis und Marcel Krenz, Göttingen, 2008, ISBN 978-3-86521-528-4
- Xiaobai Su – Die Dynastie der Farben, hrsg. Nicole Beyer, mit Beiträgen von Markus Schächter, Sabine Langen-Crasemann, Klaus Gallwitz, Nicole Beyer und Gao Minghu, Mainz 2009, ISBN 978-3-940661-01-2
- Jean Dubuffet. Ein Leben im Laufschritt, hrsg. von Chrysanthi Kotrouzinis und Christiane Lange, mit Beiträgen von Pia Dornacher, Jean Dubuffet, Andreas Franzke, Siegfried Gohr, Hélène Hiblot, Chrysanthi Kotrouzinis, Christiane Lange, Zé do Rock und Sophie Webel, München 2009, ISBN 978-3-7774-8015-2
- Jef Verheyen. Le peintre flamant, mit Beiträgen von Tiziana Caianiello, Beate Kemfert, Johann Pas, Dirk Pörschmann, Francesca Pola,  Jenny Trautwein und Tijs Visser / Katalog ZERO foundation, Düsseldorf 2010; Langen Foundation, Neuss 2010 und Axel Vervoordt Foundation, Wijnegem 2010; Brüssel 2010, ISBN 978-94-6117-007-1
- Systemanalyse / Systems Analysis, hrsg. von Christiane Maria Schneider, mit Beiträgen von Liz Deschenes, Wade Guyton, Eileen Quinlan, Blake Rayne, Reena Spaulings und Cheyney Thompson, Wuppertal 2011, dt. / engl., ISBN 978-3-9814271-0-3
- Takehito Koganezawa – YAMA / Künstlerbuch, hrsg. von Christiane Maria Schneider, Langen Foundation, Neuss 2011
- Visual Stories. Japans Bilder erzählen: Rollbilder – Manga – Anime, hrsg. von Christiane  Maria Schneider, mit Beiträgen von Jaqueline Berndt, Christiane Maria Schneider und Anton Schweizer, Neuss 2011, dt. / engl., ISBN 978-3-9814271-1-0
- Hommage an Marianne Langen. Erinnerungen und Fotografien der Sammlerin und Stifterin der Langen Foundation, hrsg. von Sabine Langen-Crasemann und Christiane Maria Schneider, Neuss 2011
- Jan Albers, hrsg. Christiane Maria Schneider, Langen Foundation. Mit einem Vorwort von Christiane Maria Schneider und Textbeiträgen von Kay Heymer, Brigitte Kölle, Stefanie Kreuzer und Vanessa Joan Müller, dt./engl., ISBN 978-3-942405-79-9
- Manfred Kuttner. Werkschau, Katalog Villa Merkel, Esslingen / Langen Foundation, Neuss, hrsg. & Vorwort von Andreas Baur, Christiane Schneider & Marcus Weber, mit Beiträgen von Birgit Hein, Tobias Kuttner, Christine Mehring, Thomas Scheibitz, Sabine Sense, Franz Erhard Walther & Marcus Weber. Köln 2013, dt. & engl., ISBN 978-3-86335-402-2
- J. Parker Valentine, Fiction. Künstlerbuch zur Ausstellung Topo, Berlin 2014, ISBN 978-3-95679-041-6
- Olafur Eliasson, Boros Collection, hrsg. Christiane Maria Schneider, Langen Foundation. Mit einer Einführung von Christiane Maria Schneider, Texten von Christian Boros, Bruno Latour und Joanna Warsza sowie einem Selbstinterview von Olafur Eliasson, Text dt./engl., Berlin 2015, ISBN 978-3-95476-099-2